# دانيال بورستين
دانيال بورستين (بالإنجليزية: Daniel J. Boorstin)‏ (و. 1914 – 2004 م) هو أمين مكتبة، ومؤرخ، وكاتب، وعالم اجتماع، ومحامي، وكاتب سير أمريكي، ولد في أتلانتا، جورجيا، وكان عضوًا في الأكاديمية الأمريكية للفنون والعلوم، توفي في واشنطن العاصمة، عن عمر يناهز 90 عاماً، بسبب ذات الرئة.

## مناصب
تولى منصب أمين مكتبة الكونغرس (12 نوفمبر 1975–14 سبتمبر 1987).

## التعليم
تعلم في كلية هارفارد، وكلية ييل للحقوق، وكلية باليول بجامعة اوكسفورد، وCentral High School (Tulsa, Oklahoma) ‏.

## جوائز
حصل على جوائز منها:
جوائز
- جائزة بوليتزر عن فئة الأعمال التاريخية (1974)
- منحة رودس
- الوسام الوطني للعلوم الإنسانية [الإنجليزية]‏
- Watson Davis and Helen Miles Davis Prize [الإنجليزية]‏ (1986)
- جائزة بانكروفت (1959)

ترشيحات
- جائزة الكتاب الوطني للأعمال الواقعية [الإنجليزية]‏ (1959)

## وصلات خارجية
- دانيال بورستين على موقع IMDb (الإنجليزية)
- دانيال بورستين على موقع الموسوعة البريطانية (الإنجليزية)
- دانيال بورستين على موقع إن إن دي بي (الإنجليزية)
- دانيال بورستين في قاعدة بيانات الأفلام على الإنترنت